# Hamed Lak
Hamed Lak (in persiano حامد لک‎; Teheran, 24 novembre 1990) è un calciatore iraniano, portiere del Mes Rafsanjan.

## Palmarès

### Club

#### Competizioni nazionali
- Coppa d'Iran: 1

Tractor Sazi: 2013-2014
- Supercoppa d'Iran: 1

Persepolis: 2020